# Phil Prendergast
Phil Prendergast (nacida Foley; Kilkenny, 20 de septiembre de 1959 (65 años) es una política laborista irlandesa. Participando en la alianza S&D fue diputada al Parlamento Europeo (MEP) por la circunscripción del sur, de 2011 a 2014. Fue senadora de 2007 a 2011.

## Biografía
Es aborigen del Condado Kilkenny. Fue obstetra en el Hospital General de Tipperary del Sur por más de 20 años, después de haber entrenado en el Hospital Universitario de Waterford. Está casada con Ray Prendergast, un psiquiatra, y tienen dos hijos.

## Carrera política

### Local
De 1999 a 2007, fue elegida al Clonmel Borough Council y al South Tipperary County Council, donde fue elegida originalmente como miembro de la Acción de Trabajadores y Desempleados (WUAG).

### Nacional
Participó, por primera vez, de elecciones generales, en junio de 2001, cuando se discutía la elección parcial en nombre de la WUAG, tras la muerte de Theresa Ahearn. Juntó 7.898 votos de primera preferencia. Posteriormente abandonó el WUAG en junio de 2005 para unirse al Partido del Trabajo y participó en la elección Dáil 2007. Y, no fue elegida en las elecciones generales de Irlanda de 2007 por la circunscripción Tipperary del Sur, pero posteriormente fue elegida para el Seanad, en el Panel de Trabajo. Disputó sin éxito las elecciones generales de Irlanda de 2011 por Tipperary del Sur, recibiendo casi el 11,0% de los votos de primera preferencia.

### Europa
En abril de 2011, fue seleccionado como la sustituta del MEP Alan Kelly quien fue elegido al Dáil Éireann en las elecciones 2011 para Tipperary North.
Estuvo involucrada en una controversia con la dirección del Partido del Trabajo cuando se convirtió en el primer miembro del partido en el parlamento en exigir la renuncia del ministro de Salud James Reilly, tras el anuncio de reubicación de centros de salud de atención primaria, en la circunscripción del ministro.
Perdió su asiento en la elecciones a eurodiputados 2014.